# Oertchen
Das Oertchen war ein deutsches Handelsgewicht im Königreich Hannover. Man nannte es auch Viertelquentchen.
Die Maßkette war 
- 1 Mark = 8 Unzen = 16 Loth = 64 Quent = 256 Oertchen = 244 7/9 Gramm
- 1 Oertchen = 10/11 Gramm[2]
- 1 Quent = 4 Oertchen
- 1 Loth = 16 Oertchen
- 1 Unze = 32 Oertchen
- 1 Pfund = 512 Oertchen
- Als Rechnungsmünze waren in Ostfriesland 3 Oertchen gleich 1 Groot/Grote und 1 Oertchen = 270 Witten.[3]